# Gijsbertus Craeyvanger
Gijsbertus Craeyvanger (Utrecht, 21 ottobre 1810 – Utrecht, 17 luglio 1895) è stato un pittore olandese.
Suo fratello  Reinier era anch'egli pittore e suo padre Gerardus era un musicista.
Gijsbertus studiò nella Reale accademia di belle arti di Amsterdam dove, tra gli altri, fu uno studente di Jan Willem Pieneman.

## Galleria d'immagini

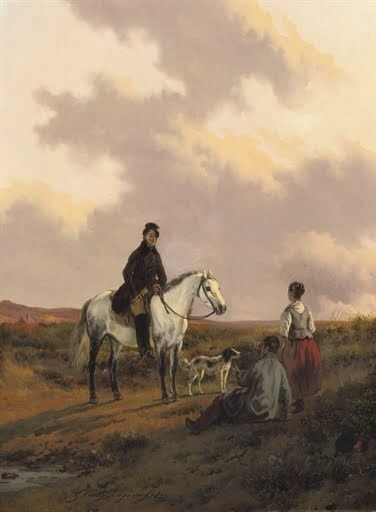
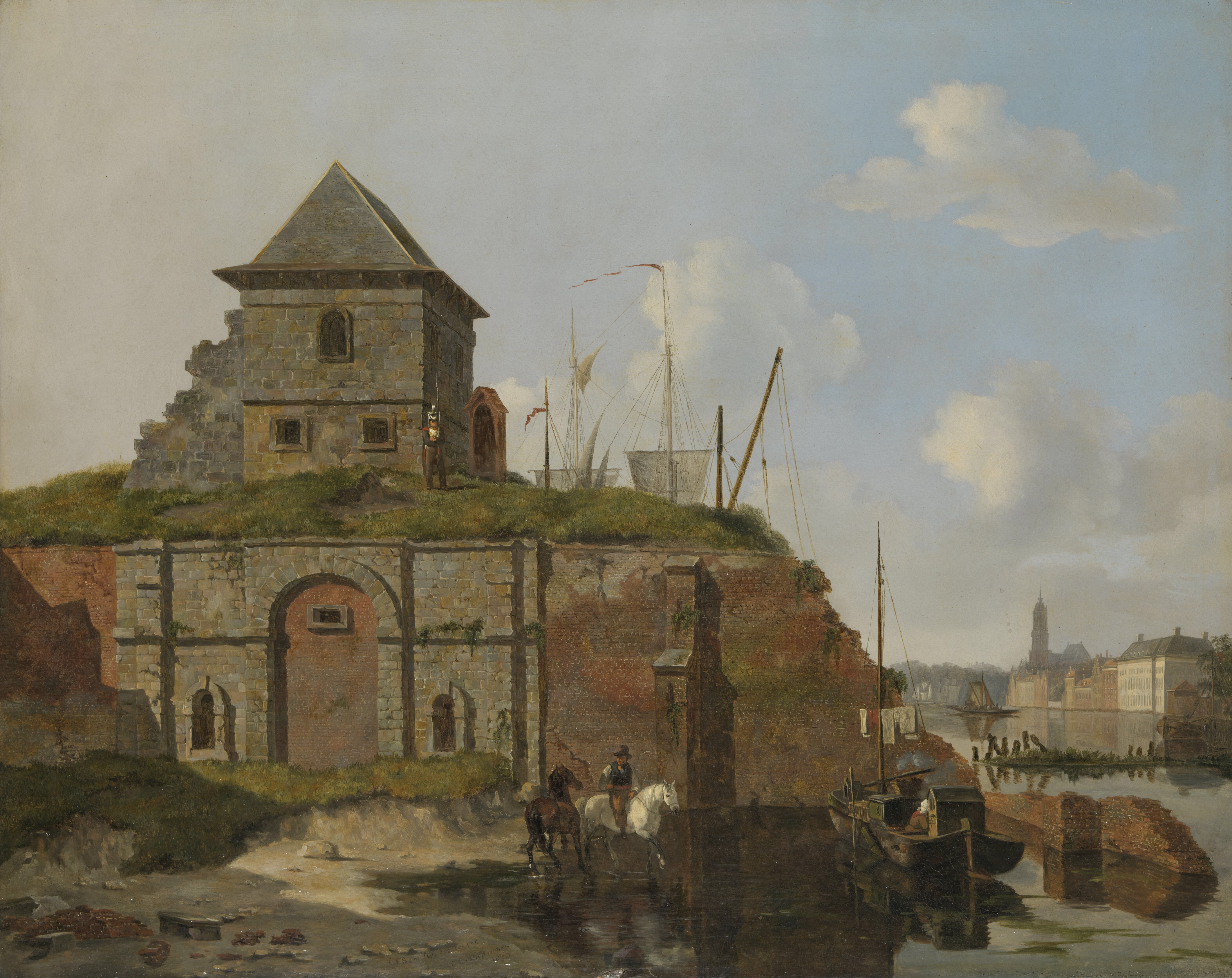
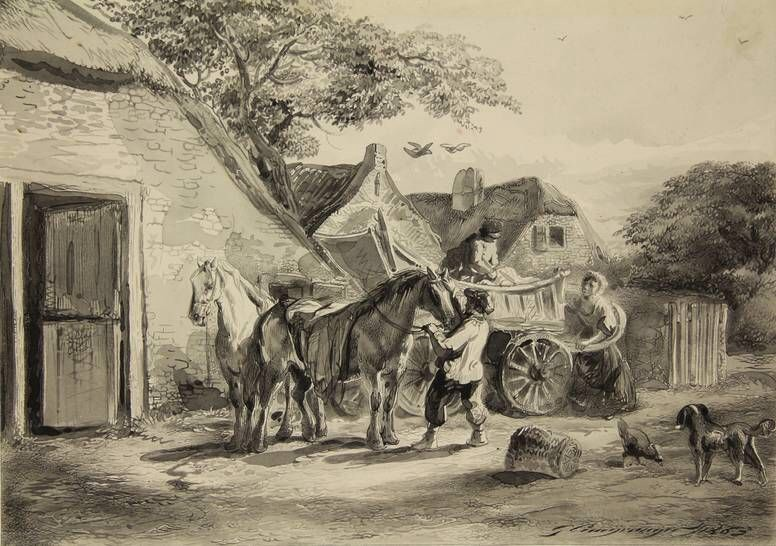